# Ixylasia schausi
Ixylasia schausi är en fjärilsart som beskrevs av Druce 1896. Ixylasia schausi ingår i släktet Ixylasia och familjen björnspinnare. Inga underarter finns listade i Catalogue of Life.